# Psiloibidion leucogramma
Psiloibidion leucogramma is een keversoort uit de familie boktorren (Cerambycidae). De wetenschappelijke naam van de soort is voor het eerst geldig gepubliceerd in 1832 door Perty.